# Tijuana
Tijuana è la principale città dello stato messicano della Bassa California, capoluogo del comune omonimo, e la sesta area metropolitana più grande del Messico, con 1 696 923 abitanti. È situata sull'Oceano Pacifico. La frontiera con gli Stati Uniti la separa dalla città statunitense di San Diego con la quale forma l'area metropolitana di San Diego-Tijuana con una popolazione stimata di quasi 5 milioni di abitanti (dato del 2008).

## Geografia fisica
Tijuana è la città più occidentale dell'America Latina continentale (il centro abitato più estremo del Messico è l'isola di Guadalupe) ai 32° 31' 30" Nord e 117° 02' Ovest.
Confina a nord con la contea statunitense di San Diego, a sud con i comuni di Playas de Rosarito e Ensenada, a est con il comune di Tecate e a ovest si affaccia sull'Oceano Pacifico. La superficie complessiva del comune è di 1.239,49 km² tra i quali sono comprese le Isole Coronado che fronteggiano la costa.

## Clima
Il clima a Tijuana è di tipo mediterraneo, con inverni miti ed estati calde. Come in altre zone della costa di California, la corrente oceanica fredda fa in modo che l'estate inizi a luglio, più tardi rispetto alle coste del mediterraneo.
| Tijuana            | Mesi | Mesi | Mesi | Mesi | Mesi | Mesi | Mesi | Mesi | Mesi | Mesi | Mesi | Mesi | Stagioni | Stagioni | Stagioni | Stagioni | Anno |
| Tijuana            | Gen  | Feb  | Mar  | Apr  | Mag  | Giu  | Lug  | Ago  | Set  | Ott  | Nov  | Dic  | Inv      | Pri      | Est      | Aut      | Anno |
| ------------------ | ---- | ---- | ---- | ---- | ---- | ---- | ---- | ---- | ---- | ---- | ---- | ---- | -------- | -------- | -------- | -------- | ---- |
| T. max. media (°C) | 18,9 | 18,5 | 20,1 | 21,1 | 21,2 | 22,2 | 24,5 | 25,9 | 26,4 | 24,5 | 22,2 | 19,3 | 18,9     | 20,8     | 24,2     | 24,4     | 22,1 |
| T. min. media (°C) | 7,8  | 8,5  | 10,0 | 11,5 | 14,4 | 16,1 | 18,3 | 19,1 | 17,2 | 14,4 | 10,0 | 7,2  | 7,8      | 12,0     | 17,8     | 13,9     | 12,9 |

## Storia

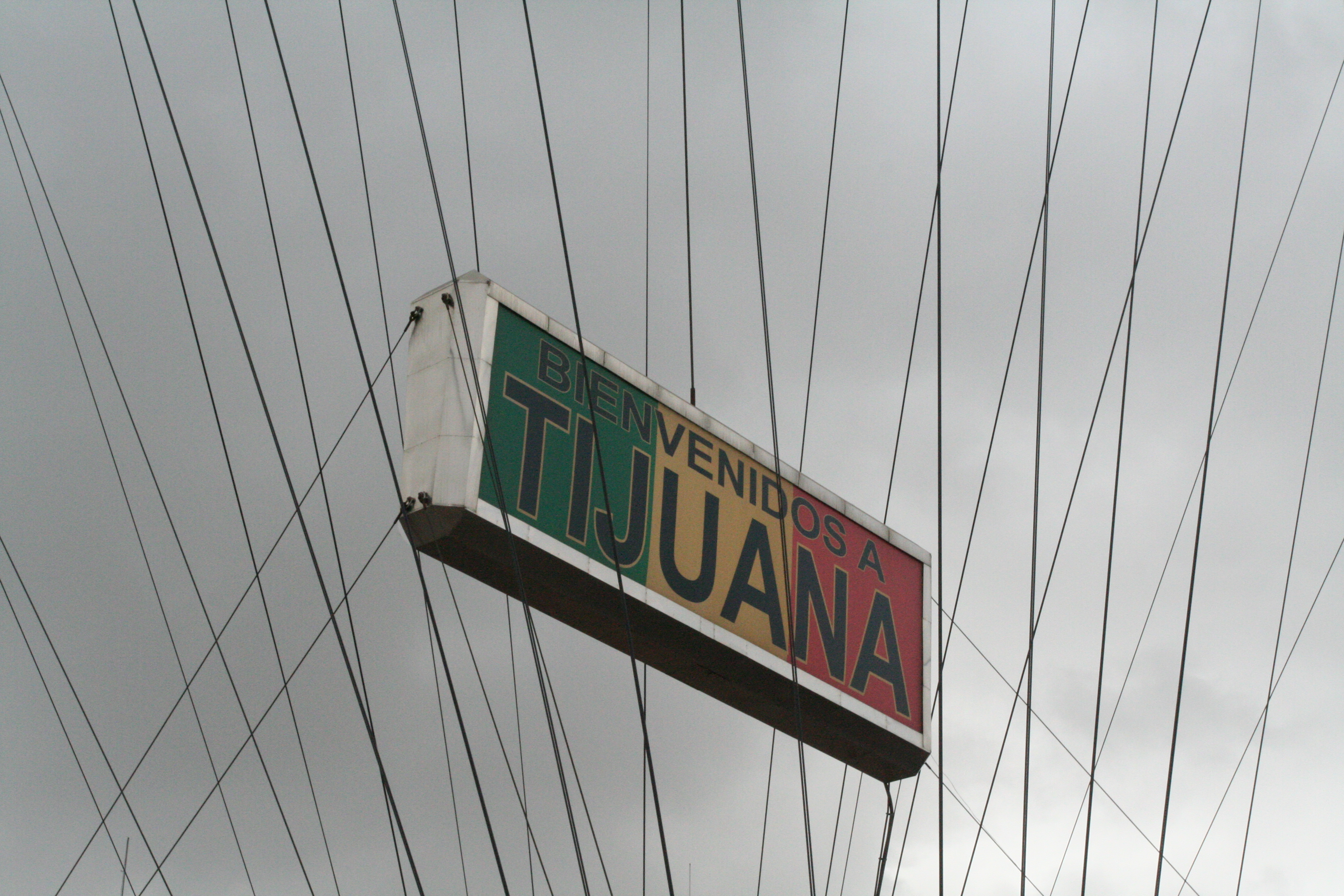
Cartello di benvenuto a Tijuana

La città di Tijuana è situata in una regione abitata in origine dagli indiani Kumeyaay, una popolazione di cacciatori e raccoglitori del gruppo linguistico delle lingue yumane.
Gli europei arrivarono nel 1542 quando il navigatore portoghese Juan Rodríguez Cabrillo esplorò il tratto costiero della Bassa California in seguito mappato da Sebastián Vizcaíno. I primi insediamenti nella zona si videro quando un ufficiale messicano costruì il Rancho Tía Juana (Ranch zia Giovanna) in quella zona.
Nel 1848, in seguito alla guerra messico-statunitense il Messico perse l'Alta California e Tijuana cominciò a cambiare il suo volto e divenne un importante centro al confine con gli Stati Uniti.
Nel 1889 fu stipulato un accordo per lo sviluppo urbano in seguito al quale Tijuana si espanse notevolmente e divenne una città.
Come data ufficiale della fondazione viene infatti citata la data dell'accordo, 11 luglio 1889. 
Fin dall'inizio del XX secolo, Tijuana ha attratto i turisti americani provenienti dalla California a varcare il confine con il Messico per divertimento o per commercio. Durante l'epoca del proibizionismo, molti turisti statunitensi si recavano lì per poter partecipare a bevute e giocate legali. Quando il turismo calò negli anni cinquanta, la città cominciò ad attrezzarsi e cominciò a sviluppare una grande varietà di attrazioni e di attività da offrire ai visitatori. Oggi il confine tra Tijuana e San Diego è il più attraversato al mondo.

## Influenze culturali
- Il cantautore Manu Chao ha scritto e cantato due canzoni: Welcome to Tijuana, nel cui ritornello si allude alla possibilità di trovarvi "tequila, sesso e marijuana" e Bienvenida a Tijuana, cantata live e contenuta nell'album Radio Bemba Sound System. Le due canzoni non sono identiche e non sono da confondere tra loro.
- Gli Ostblockschlampen (un duo tedesco di produttori di musica techno ed elettronica) hanno intitolato un loro pezzo Tijuana.
- Alla città è dedicato anche il famoso album del jazzista statunitense Charles Mingus Tijuana Moods.
- Il rapper italiano Emis Killa ha pubblicato il 31 maggio 2019 il singolo Tijuana.

## Geografia antropica

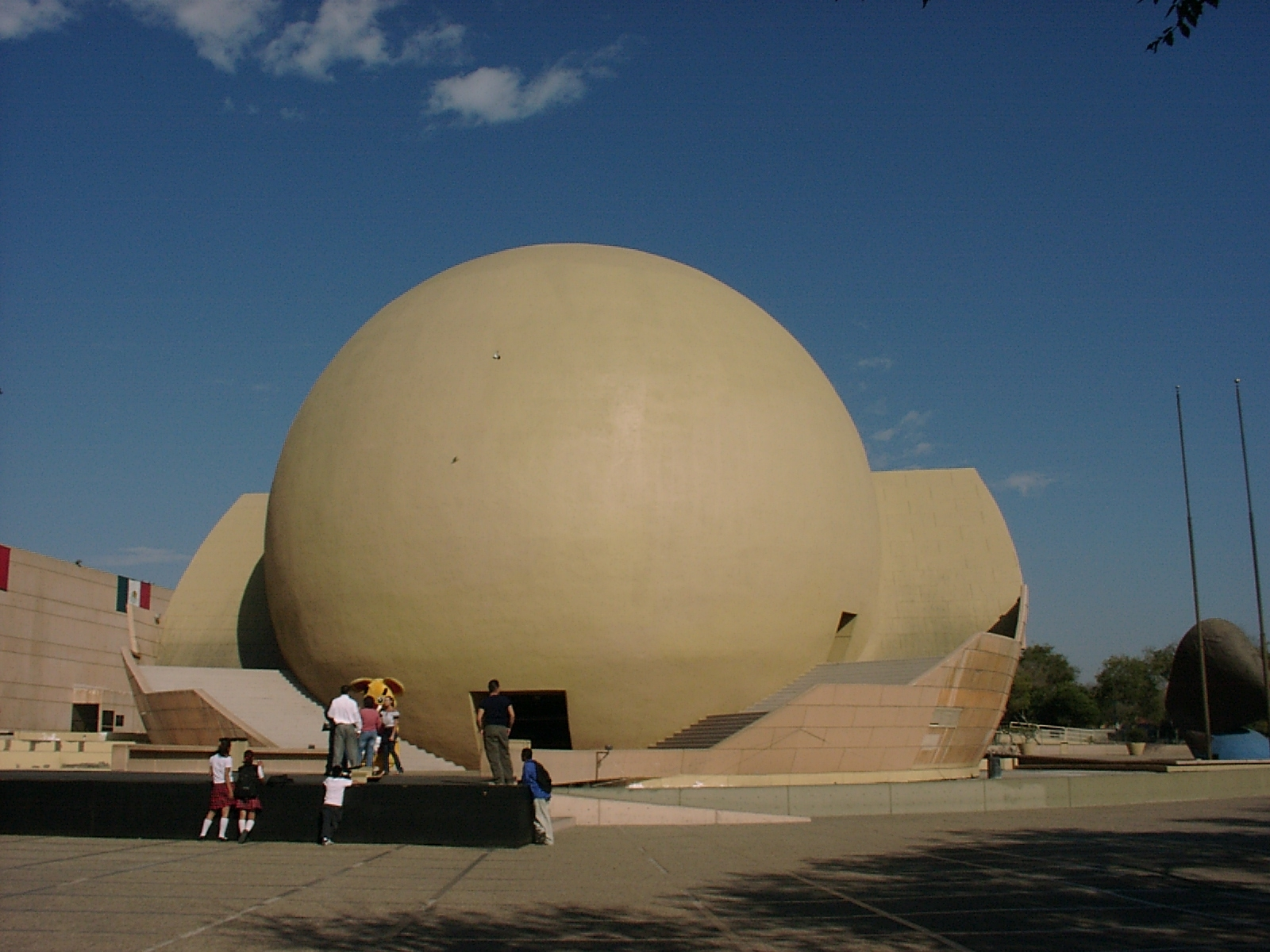
Centro Cultural Tijuana

### Delegaciones
Tijuana è divisa in nove zone amministrative chiamate delegaciones, a loro volta suddivise in aree più piccole chiamate colonias. Le delegaciones sono guidate da un cosiddetto Delegado Municipal.
Il comune di Tijuana è suddiviso in 9 delegazioni e 7 sottodelegazioni. Ogni delegazione ha una propria amministrazione ed è guidata da un delegato. Le delegazioni offrono servizi quali: controllo urbano, anagrafe, ispezione e verifica, lavori pubblici e sviluppo della comunità, nonché la supervisione dell'illuminazione pubblica.
Le nove delegazioni sono:
1. Centro: è la parte più antica della città. Qui troverai il centro storico, la cattedrale, il parco Teniente Guerrero, il Vecchio Palazzo Municipale e la Porta Internazionale di San Ysidro. Ci sono anche strade importanti come l'Avenida Revolución, che per lungo tempo è stata e continua ad essere la più turistica della città, mentre l'Avenida Constitución è una delle principali arterie commerciali tradizionali. Inoltre, Paseo de los Héroes Avenue, una strada di grande importanza poiché è l'arteria principale della Zona del Rio ed è una strada di accesso a importanti edifici come il Centro Culturale di Tijuana, la Piazza del fiume Tijuana e altri luoghi come banche e negozi diversi. Anche il Boulevard Agua Caliente è di maggiore interesse poiché comprende aree commerciali e turistiche come le torri di Agua Caliente, nonché club, banche e aree commerciali.
2. Otay Centenario: Questa delegazione occupa la parte nord e nord-ovest della città, e spiccano i suoi ampi tavoli, tagliati bruscamente da alte scarpate. In questa delegazione è l'aeroporto Abelardo L. Rodríguez. Qui sono installati l'Università Autonoma della Baja California Campus Tijuana, gli Istituti Tecnologici di Tijuana e l'International Garita de Otay. Nel 2015, la Delegazione del Centenario è stata sciolta per riunirsi con la Delegazione di Mesa de Otay, il cui nome è ora Mesa de Otay Centenario. In questa delegazione si trovano numerose zone industriali, residenziali e commerciali, nonché strade significative come il Boulevard de las Bellas Artes, il Boulevard Alberto Limón Padilla e l'autostrada Tijuana-Tecate.
3. Spiagge di Tijuana: questa delegazione si trova a ovest dell'area urbana. Qui si trovano le spiagge della città e un'estesa zona residenziale che ospita un gran numero di famiglie di diverso livello socioeconomico. È di importanza turistica non solo per le spiagge, ma anche perché da qui iniziano le autostrade e le strade che portano a Rosarito, Ensenada e al resto della penisola.
4. La Mesa: è una delegazione più commerciale e residenziale. Formato da un'ampia vallata con alcune colline. In essa si trovano numerosi centri commerciali, come Plaza Carroussel, Plaza Las Brisas, Paseo Guadalajara e Macroplaza Insurgentes. 4 strade di grande importanza lo attraversano, i viali Lázaro Cárdenas, Insurgentes, Gustavo Díaz Ordáz e Federico Benítez. Ha luoghi importanti come lo State Center for the Arts, il World Trade Center, Morelos Park e il Center for Musical Arts.
5. San Antonio de los Buenos: è una delle delegazioni suburbane di Tijuana. Ci sono principalmente zone residenziali, alcuni negozi e aree industriali. Luoghi importanti sono la 28a Area Militare, le città di La Gloria e La Joya. La sua topografia caratterizzata da canyon, colline e burroni rende difficile la corretta pianificazione urbanistica della zona. Le sue strade importanti sono Libramiento Sur, Fundadores Boulevard e la Free Highway Tijuana-Rosarito.
6. Sánchez Taboada: è una delegazione suburbana di Tijuana, caratterizzata da parchi industriali e vari insediamenti residenziali in aree di difficile accesso. È un'area in crescita per quanto riguarda le strade che collegano la delegazione di La Mesa con il corridoio Tijuana-Rosarito 2000, attraverso l'Avenida García. Le sue strade importanti sono il Libramiento Sur, il Circuito Reforma e il Boulevard Pacífico. È una delle aree con il più alto tasso di emarginazione urbana e povertà della città e una delle aree di Tijuana dove si è investito e lavorato di più sotto l'argomento della prevenzione della criminalità.
7. Cerro Colorado: Questa delegazione prende il nome dall'incidente geografico omonimo, che si distingue da solo nella parte orientale di Tijuana, essendo la più alta caratteristica dell'ambiente. È costituito principalmente da aree commerciali e residenziali, sebbene abbia anche parchi industriali. È sede dello stadio di baseball della città, il Gasmart Stadium. Le sue strade importanti sono i boulevard Cucapáh, Casablanca, Paseo Guaycura e Insurgentes.
8. La diga Abelardo L. Rodríguez: riceve questo nome dall'omonima diga, che si trova nell'estremo sud-ovest della delegazione. Questa demarcazione è stata una delle più in crescita negli anni 2000. Composta da negozi e parchi industriali, nonché da aree residenziali. Le strade importanti sono il Corridoio Tijuana 2000, la Strada dell'Indipendenza, il Boulevard Cucapá, Casablanca, Blake Mora, El Refugio e La Carrete

## Società

### Il muro

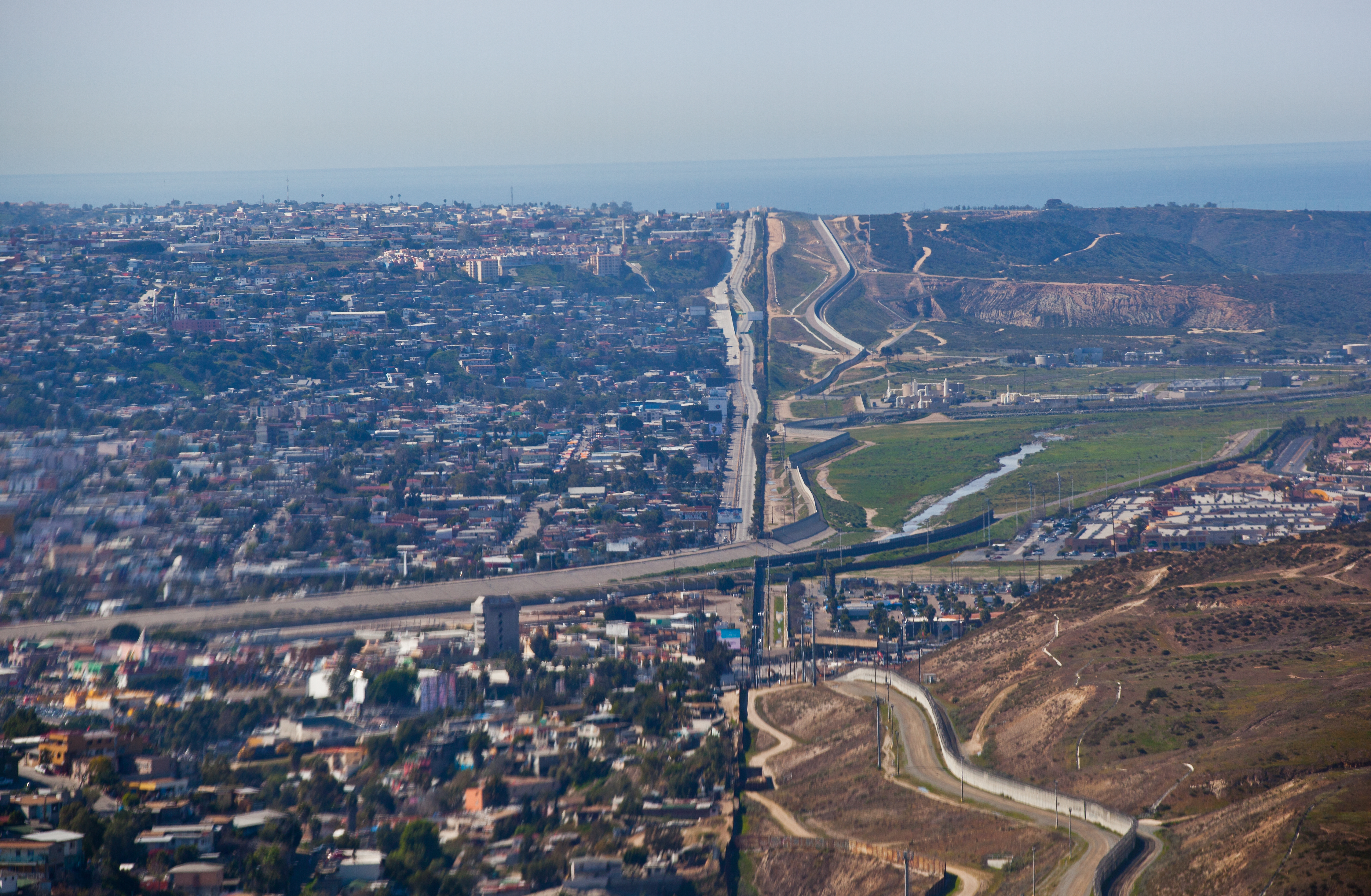
Ecco come appare la linea di demarcazione tra Tijuana e San Diego

Il motivo a causa del quale Tijuana è divenuta famosa nel mondo è quello del muro che la separa da San Diego (Barriera di separazione tra Stati Uniti d'America e Messico). Detto anche el bordo.
L'Operation Gatekeeper nel 1994 ha visto il confine Tijuana/San Diego diventare protagonista, con un investimento su infrastrutture e organico che in tre anni è lievitato da 59.000 a 800 milioni di dollari. C'è stato un imponente rafforzamento dei controlli nell'area attraverso un aumento degli agenti della polizia di frontiera (la Border Patrol, chiamata dai messicani "la Migra") dotati di strumenti come sensori di calore e visori notturni. Questa forza di polizia è il gruppo operativo sul campo dell'INS (Immigration Naturalisation Service), che a sua volta fa parte del Ministero della Giustizia.

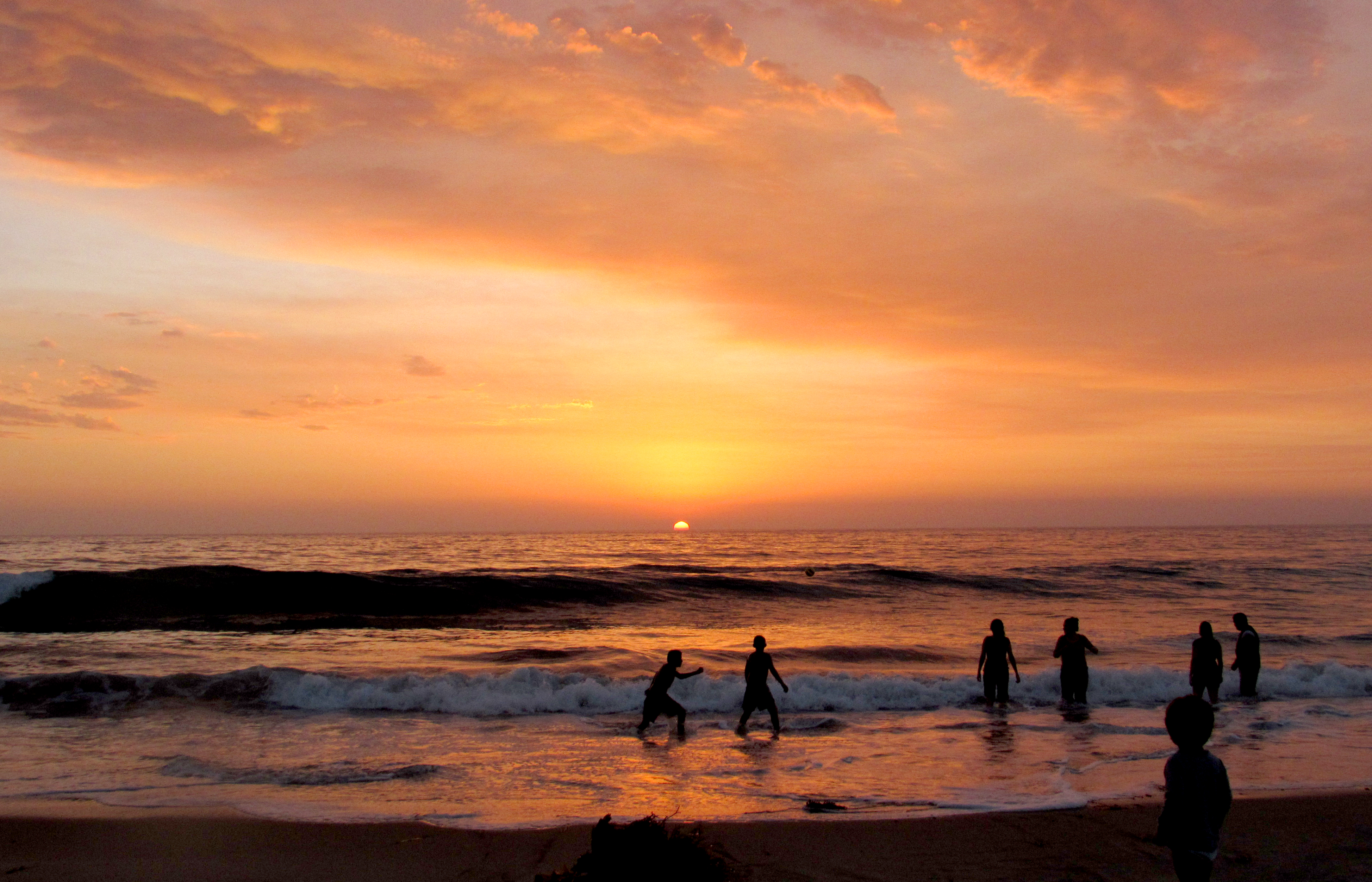
Tramonto sulla costa di Tijuana

Un altro fenomeno visibile è quello dei coyoteros, che ricoprono il ruolo di quelli che in Italia vengono chiamati "scafisti"; essi accompagnano i clandestini fino al deserto, oppure li trasportano attraverso i controlli nascondendoli nelle auto o nei camion. I trafficanti di uomini forniscono tutto, compresi i passaporti: per ottenerne alcuni falsi basta recarsi in quartieri particolari, come quello di Coahuila, dove si riunisce la criminalità.
Questa realtà è visibile a Tijuana: secondo Amnesty International ogni giorno migliaia di messicani vi giungono per prepararsi al loro “viaggio” ed ogni notte, circa 10.000 persone dormono per le strade o in qualche dormitorio gestito dalle parrocchie locali aspettando il momento giusto. Un luogo di accoglienza per le persone che vogliono provare il "viaggio" è la "casa del migrante" fondata dall'italiano padre Roberto Simionato, visitata anche dalla santa Madre Teresa di Calcutta; lo scopo di questa struttura è quello di aiutare la gente in Messico evitando loro così di dover abbandonare il proprio paese.

## Sport
A Tijuana è nata la prima disciplina d'arte marziale messicana, la Kung Do Lama. 
Tijuana ha prestazioni eccezionali nell'area sportiva sin dai suoi inizi nella regione. In Bassa California lo sport ha le sue origini nelle competizioni dei gruppi autoctoni per mettere alla prova la loro forza e resistenza, passando per corse di cavalli tra allevatori e minatori, fino all'arrivo dei giochi anglosassoni dopo il XIX secolo.
È inevitabile sottolineare l'importanza di Tijuana poiché lo sport è praticato nello Stato, che durante il XX secolo ha avuto un boom quando eventi come il pugilato e il baseball sono diventati spettacoli per i turisti stranieri. Storicamente, Tijuana è stata la culla di grandi atleti, dai fratelli Pérez Acosta, eccezionali golfisti di livello mondiale, campioni internazionali individualmente e in coppia intorno agli anni '30. Guillermo "Willy" Castellanos, partecipante al tiro con il fucile alle Olimpiadi di Monaco del 1972 e tennista Alejandro Hernández che ha gareggiato alla fiera olimpica di Atlanta del 1996.
Nell'ambito della boxe, Alfredo Angulo, Erick Morales, Jackie Nava e Antonio Margarito sono riusciti a posizionarsi nell'élite della loro disciplina, ottenendo campionati internazionali nelle rispettive categorie. I tijuanani Jorge Torres Nilo e Fernando Arce sono due atleti recenti che riescono a distinguersi nel calcio nazionale e nella squadra messicana. La nuova generazione di atleti di alto livello del comune è guidata da Natalia Botello, giovane schermitrice vincitrice del Premio Nazionale Sportivo 2017; Álvaro Beltrán, campione panamericano di racquetball e vincitore della medaglia d'oro nel doppio ai mondiali 2016 di Cali; Gabriela Bayardo nella disciplina del tiro con l'arco partecipante alle Olimpiadi di Rio 2016, solo per citarne alcuni.
Ci sono attualmente 24 unità sportive a Tijuana e alcune altre di proporzioni minori distribuite nel comune, oltre a complessi sportivi come: il Centro ad alte prestazioni (CAR), un numero considerevole di campi da calcio, tennis, squash, tra gli altri. aiutare a posizionare Tijuana ai primi posti nelle ultime Olimpiadi giovanili e nazionali.